# Luís Filipe Rocha
Luís Filipe Rocha, né le 16 novembre 1947 à Lisbonne, est un réalisateur, scénariste, acteur portugais.
Son film Cerromaior (pt) a été présenté dans la section Un certain regard au Festival de Cannes 1981.

## Biographie
Étudiant à l'École militaire entre 1958 et 1964, il est diplômé en droit de la faculté de droit de l'université de Lisbonne (1971). Vers 1963, il entre au Cénico de Direito et y travaille comme acteur, assistant metteur en scène, dramaturge, traducteur et producteur. Il s'exile au Brésil en 1973 et travaille au théâtre avec Izaías Almada.
Luís Filipe Rocha a commencé sa carrière cinématographique en 1974 en tant qu'assistant réalisateur et documentariste. Barronhos (pt) (1976) est son premier film.

## Filmographie

### Réalisateur
- 1976 : Barronhos (pt) (documentaire)
- 1976 : A Fuga
- 1981 : Cerromaior (pt)
- 1984 : Sinais de Vida
- 1993 : Macao, mépris et passion (pt) (Amor e Dedinhos de Pé)
- 1995 : Sinais de Fogo (pt)
- 1996 : Adeus, Pai (pt)
- 2001 : Camarate
- 2003 : A Passagem da Noite (pt)
- 2007 : A Outra Margem (pt)
- 2015 : Cinzento e Negro (pt)
- 2017 : Rosas de Ermera